# 1709년
1709년은 화요일로 시작하는 평년이다.

## 연호
- 청(淸) 강희(康熙) 48년
- 일본(日本) 호에이(宝永) 6년
- 후 레 왕조(後黎朝) 빈틴(永盛) 5년

## 기년
- 류큐(琉球) 쇼테이왕(尚貞王) 41년
- 청(淸) 성조 강희제(聖祖 康熙帝) 48년
- 조선(朝鮮) 숙종(肅宗) 35년
- 후 레 왕조(後黎朝) 유종(裕宗) 5년

## 사건
{{유럽에 대한파 Great Frost가 있었다. 
비정상적으로 혹독한 날씨가 영국, 프랑스, 독일, 스웨덴 등에서 서식하는 나무의 나이테에 그 흔적을 남겼다. (출처: <나무를 읽는 법> (트리스탄 굴리) }}

## 탄생
- 4월 16일 - 하치노헤번의 4대 번주 난부 히로노부 (~1741년)
- 9월 18일 - 영국의 시인, 평론가 사무엘 존슨. (~1784년)
- 12월 18일 - 러시아 제국 로마노프 왕조의 6번째 군주 옐리자베타 페트로브나. (~1762년)
- 12월 25일 - 프랑스의 의사, 철학자 쥘리앵 오프루아 드 라 메트리. (~1751년)

### 미상
- 일본 에도 막부의 7대 쇼군 도쿠가와 이에쓰구.
- 일본 에도 시대의 다이묘 마쓰다이라 사다요시. (~1770년)

## 사망
- 2월 19일 - 일본 에도 막부의 5대 쇼군 도쿠가와 쓰나요시. (1646년~)